# Madan
Madan (bulharsky Мадан) je město ležící v jižním Bulharsku, v jihozápadní části Západních Rodopů podél toku Madanska reka (Маданска река) a jejích přítoků. Je správním střediskem stejnojmenné obštiny a má přibližně 5 800 obyvatel.

## Historie
Madan je starým hornickým sídlem. Těžba olověné rudy zde začala ve 4. až 5. století př. n. l.. Od tureckého názvu pro rudu (maden) je odvozeno i jeho jméno. Za osmanské nadvlády význam sídla stoupl, protože se stalo významnou křižovatkou obchodních cest. Přesto zůstal jeho charakter spíše průmyslový — v jeho blízkosti se nalézalo na 150 vodních děl, především hamrů. Na konci onoho období (1903) zde stálo 306 domů. Za socialismu byl rozvinut především rudný a strojírenský průmysl a byla zde nejvyšší průměrná mzda v Bulharsku.

## Obyvatelstvo
K 15. září 2024 ve městě žilo 5 756 obyvatel a bylo zde trvale hlášeno 5 968 obyvatel. Podle sčítání 1. února 2011 bylo národnostní složení následující:
- Bulhaři: 3 181 (82.9 %)
- Turci: 398 (10.4 %)
- ostatní[p 2]: 260 (6.8 %)